# Přeslička Mooreova
Přeslička Mooreova neboli cídivka Mooreova (Equisetum × moorei, syn.: Hippochaete × moorei (Newman) H.P. Fuchs) je rostlina z čeledi přesličkovitých (Equisetaceae), což je jediná recentní čeleď oddělení přesličky (Equisetophyta). Je to kříženec mezi přesličkou zimní (Equisetum hyemale) a přesličkou větevnatou (Equisetum ramosissimum). Někteří autoři zastávají pojetí 1 recentního rodu přeslička (Equisetum), dělícího se do podrodů Equisetum a Hippochaete, toto pojetí zastává např. Kubát et al. (2002). Jiní autoři rozlišují 2 rody: přeslička (Equisetum) a cídivka (Hippochaete), např. Květena ČR. O rozdílech mezi těmito podrody či rody viz přeslička. Přeslička Mooreova je řazena do podrodu Hippochaete, pokud autor uznává Hippochaete jako rod, pak se tato rostlina jmenuje česky cídivka Mooreova.

## Popis
Přeslička Mooreova je kříženec, proto nese zpravidla znaky obou rodičů. Někdy jsou to rostliny intermediární (přesně něco mezi), jindy se blíží k některému z rodičů. Je to vytrvalá, nejčastěji 20-100 cm (vzácně až 150 cm) vysoká rostlina. Stonek většinou nepřezimuje a je nevětvený nebo vzácněji větvený. Stonek je žebrovaný, šedozelený nebo světle zelený, žebra na hřbetě mají mělkou karinální rýhu nebo jsou plochá, se 2 řadami křemičitých hrbolků, které jsou někdy sblížené a vytváří valy. Střední dutina zabírá jen 1/2-3/4 průměru lodyhy. V uzlinách jsou pochvy, což je vlastně bočně srostlý přeslen listů. U přesličky Mooreovy jsou pochvy zelenavé až hnědavé, hlavně u spodních se dole a nahoře vytváří příčný černý pruh, zuby zcela nebo zčásti opadávají. Na vrcholu lodyhy je solitérní, hrotitý výtrusnicový klas, ale vzhledem k tomu, že to je kříženec, jsou klasy vyvinuty jen vzácně a také výtrusy bývají zakrnělé. Rozmnožuje se však dobře vegetativně. O životním cyklu recentních přesliček viz článek Přeslička.

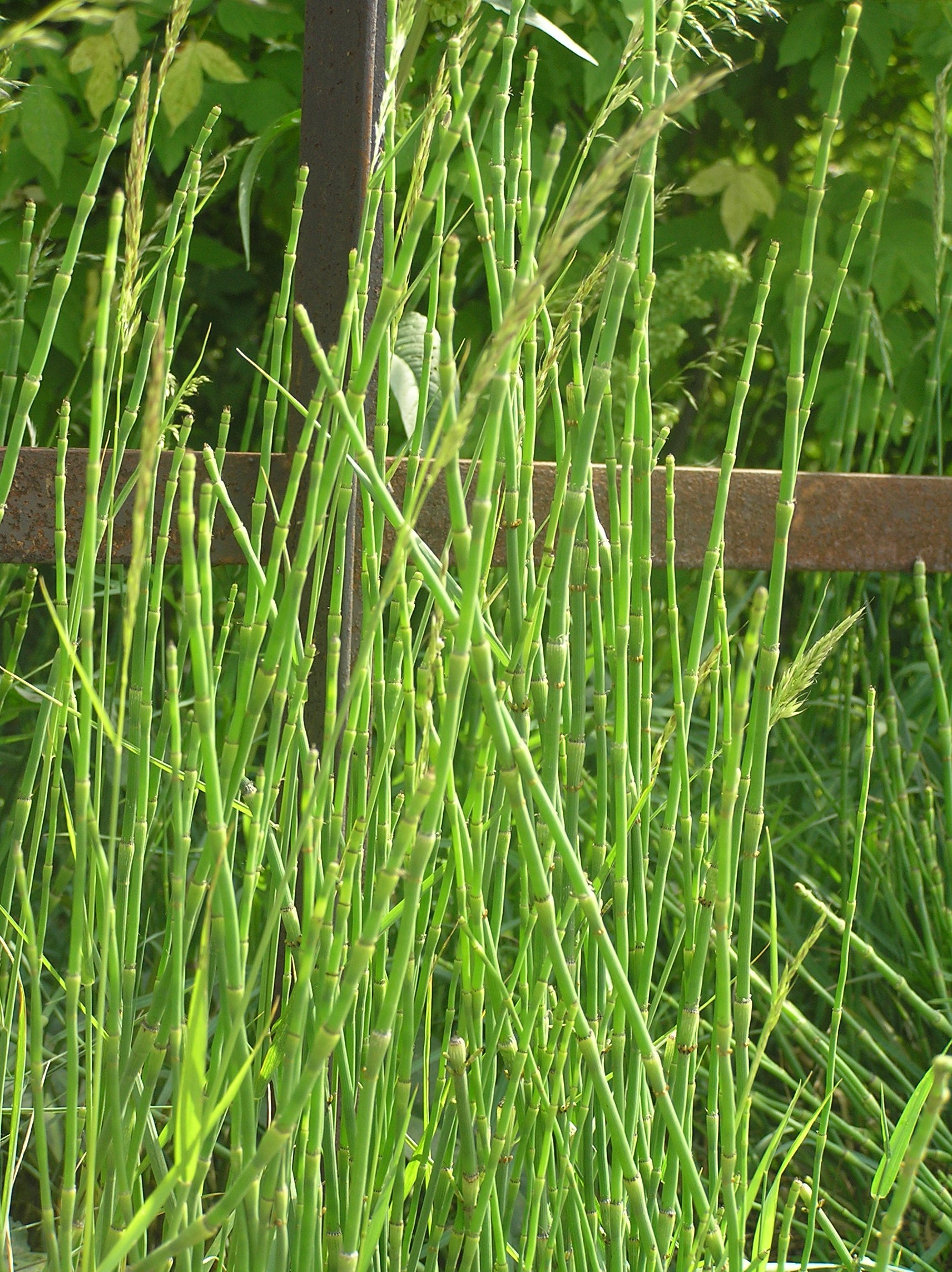
Trs přesličky Mooreovy
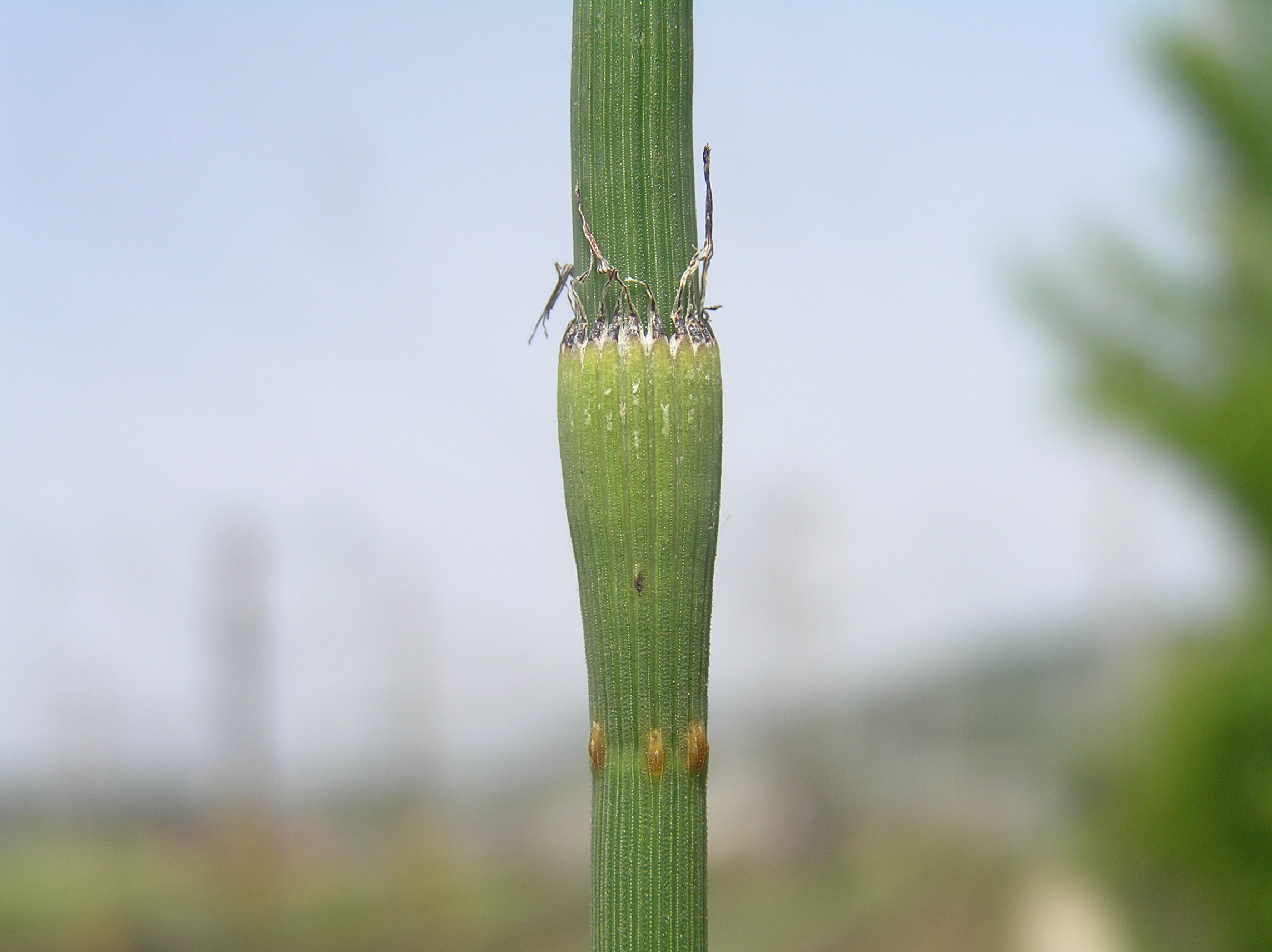
Detail stonku
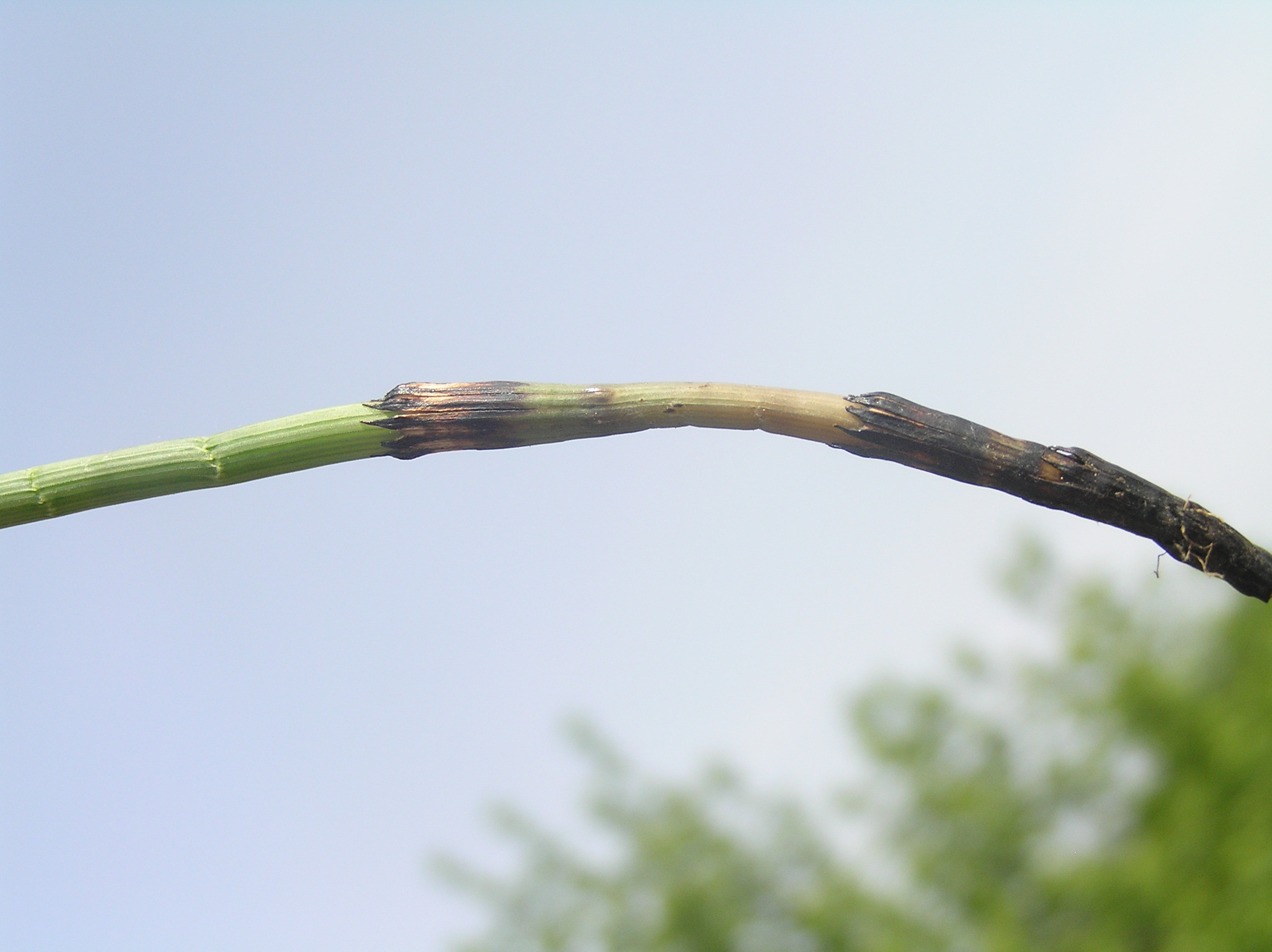
Báze stonku

## Rozšíření ve světě
Přeslička Mooreova roste hlavně v Evropě a v západní Asii až po Kazachstán, ale rozšíření není dokonale známo.

## Rozšíření v Česku
V ČR je to nejběžnější kříženec přesliček, vyskytuje se i na samostatných lokalitách, bez výskytu rodičů. Najdeme ji hlavně v nížinách, nad 400 m n. m. už jen výjimečně. Roste spíše na obdobných lokalitách jako přeslička větevnatá, včetně antropogenních biotopů.